# Saison 1 de Timeless
Chronologie
Saison 2
Cet article présente le guide des épisodes de la première saison de la série télévisée américaine Timeless.

## Généralités
- Aux États-Unis, la saison est a été diffusée du 3 octobre 2016 au 20 février 2017 sur le réseau NBC.
- Au Canada, la saison a été diffusée en simultané sur le réseau Global[1].

## Distribution

### Acteurs principaux
- Abigail Spencer : Lucy Preston
- Matt Lanter : Wyatt Logan
- Malcolm Barrett : Rufus Carlin
- Sakina Jaffrey : Agent Denise Christopher
- Paterson Joseph : Connor Mason
- Claudia Doumit : Jiya
- Goran Višnjić : Garcia Flynn

### Acteurs récurrents
- Matt Frewer : Professeur Anthony Bruhl
- Susanna Thompson : Carolyn Preston, la mère de Lucy
- John Getz : Benjamin Cahill, agent de Rittenhouse
- Chad Rook : Karl
- Daniel DiTomasso : Noah[2]
- Annie Wersching : Emma Whitmore[3]
- Jim Beaver : NSA Agent Neville[4]

### Invités
- Bailey Noble (en) : Amy, la sœur de Lucy (épisodes 1 et 12)
- Shantel VanSanten : Kate Drummond (épisode 1)
- David Sutcliffe (épisode 1)
- Caitlin Carver : Maria Thompkins (épisode 8)

Historique
- Kelly Blatz : John Wilkes Booth (épisode 2)
- Mike Wade : Nicholas Biddle (épisode 2)
- Neal Bledsoe : Robert Todd Lincoln (épisode 2)
- Michael Krebs (en) : Abraham Lincoln (épisode 2)
- Scott Bailey (en) : John F. Kennedy (épisode 3)
- Irby Gascon : Frank Sinatra (épisode 3)
- Elena Satine : Judith Campbell (épisode 3)
- Sean Maguire[5] : Ian Fleming (épisode 4)
- Christian Oliver : Wernher von Braun (épisode 4)
- David Chisum (en) : William Travis (épisode 5)
- Alex Fernandez (en) : Antonio López de Santa Anna (épisode 5)
- Chris Browning (en) : James « Jim » Bowie (épisode 5)
- Jeff Kober : Davy Crockett (épisode 5)
- Sheldon Landry : Richard Nixon (épisode 6)
- Karina Lombard : Nonhelema (épisode 7)
- Salvator Xuereb : Louis Coulon de Villiers (épisode 7)
- Nadine Ellis : Katherine Johnson (épisode 8)
- Sam Strike (en) : Clyde Barrow (épisode 9)
- Jacqueline Byers : Bonnie Parker (épisode 9)
- Curtis Caravaggio : Benedict Arnold (épisode 10)
- Joel Johnstone : Dr Henry Howard Holmes aka H. H. Holmes[6] (épisode 11)
- Michael Drayer : Harry Houdini[7] (épisode 11)
- Daniel Lissing : Jesse James (épisode 12)
- Colman Domingo : Bass Reeves (épisode 12)
- Brandon Barash (en) : Ernest Hemingway[8] (épisode 14)
- Jesse Luken (en) : Charles Lindbergh (épisode 14)
- Tiffany Daniels : Joséphine Baker (épisode 14)
- Misha Collins : Eliot Ness[9] (épisode 15)
- Cameron Gharaee (en) : Al Capone (épisode 15)
- Richard Portnow : maire de Chicago William Hale Thompson (épisode 15)
- Spencer Garrett (en) : Sénateur Joseph McCarthy (épisode 16)

## Épisodes

### Épisode 1:Baptême du temps
- États-Unis /  Canada : 3 octobre 2016 sur NBC[10] / Global[11]
- Suisse : 20 août 2017 sur RTS Un[12]
- Québec : 19 septembre 2017[13] sur V[14]
- France : 15 janvier 2019 sur Série Club, 27 juillet 2019 sur TF1
- Belgique : 10 décembre 2020 sur Plug RTL

- États-Unis : 7,6 millions de téléspectateurs[15] (première diffusion)
- Canada : 1,695 million de téléspectateurs[16] (première diffusion + différé 7 jours)

Bailey Noble (en) (Amy Preston)
- Shantel VanSanten (Kate Drummond)

Lucy Preston est une professeure d'histoire à l'université Stanford, elle vit avec Amy, sa petite sœur et Carolyn, sa mère, atteinte d'un cancer des poumons. Mais un soir, des agents du gouvernement lui disent de les suivre. Elle se retrouve dans les bureaux de Mason Industrie en compagnie de Wyatt Logan, un ancien soldat. Ils sont rejoints par l'agent Denise Christopher qui leur explique la situation. Connor Mason et ses scientifiques ont créé une machine à voyager dans le Temps mais Garcia Flynn, un ancien soldat des Forces Spéciales vient de la voler. Elle leur dit qu'ils ont été désignés pour le neutraliser avant qu'il ne modifie l'Histoire.  

### Épisode 2:L'Assassinat d'Abraham Lincoln
- États-Unis /  Canada : 10 octobre 2016 sur NBC / Global
- Suisse : 20 août 2017 sur RTS Un
- Québec : 26 septembre 2017
- France : 15 janvier 2019 sur Série Club, 27 juillet 2019 sur TF1
- Belgique : 10 décembre 2020 sur Plug RTL

- États-Unis : 6,2 millions de téléspectateurs[17] (première diffusion)
- Canada : 1,343 million de téléspectateurs[18] (première diffusion + différé 7 jours)

- Kelly Blatz (John Wilkes Booth)
- Mike Wade (Nicholas Biddle)
- Neal Bledsoe (Robert Todd Lincoln)

Lorsque Lucy revient dans le présent, elle découvre que sa mère n'est plus malade et qu'elle ne s'est jamais mariée à son père car celui-ci a épousé la petite-fille d'une des survivantes du Hindenburg qui ne s'est pas écrasée lors de son atterrissage. Donc sa sœur Amy n'a jamais vu le jour ; de plus son père n'est pas l'homme qu'elle pensait. En outre, elle est fiancée à un séduisant médecin qui s'appelle Noah et dont elle n'a aucun souvenir.

### Épisode 3:Une vraie bombe
- États-Unis /  Canada : 17 octobre 2016 sur NBC / Global
- Suisse : 27 août 2017 sur RTS Un
- France : 22 janvier 2019 sur Série Club, 27 juillet 2019 sur TF1
- Belgique : 17 décembre 2020 sur Plug RTL

- États-Unis : 5,86 millions de téléspectateurs[19] (première diffusion)
- Canada : 1,205 million de téléspectateurs[20] (première diffusion + différé 7 jours)

- Elena Satine (Judith Campbell)
- Scott Bailey (John Fitzgerald Kennedy)

### Épisode 4:L'Espion que l'on aimait
- États-Unis /  Canada : 24 octobre 2016 sur NBC / Global
- Suisse : 27 août 2017 sur RTS Un
- France : 22 janvier 2019 sur Série Club, 27 juillet 2019 sur TF1
- Belgique : 17 décembre 2020 sur Plug RTL

- États-Unis : 5,47 millions de téléspectateurs[21] (première diffusion)
- Canada : 1,269 million de téléspectateurs[22] (première diffusion + différé 7 jours)

- Sean Maguire (Ian Fleming)
- Christian Oliver (Wernher von Braun)

Lucy, Rufus et Wyatt n'ont pas réussi à empêcher Flynn de voler le cœur d'une bombe nucléaire lorsqu'ils étaient en 1962. De plus, Rufus ne se remet pas du fait qu'Anthony, son ancien mentor est en réalité le complice de Flynn.

### Épisode 5:Le Siège de Fort Alamo
- États-Unis /  Canada : 31 octobre 2016 sur NBC / Global
- Suisse : 3 septembre 2017 sur RTS Un
- France : 29 janvier 2019 sur Série Club, 3 août 2019 sur TF1

- États-Unis : 5,24 millions de téléspectateurs[23] (première diffusion)
- Canada : 1,33 million de téléspectateurs[24] (première diffusion + différé 7 jours)

- David Chisum (William Travis)
- Alex Fernandez (Antonio Lopez de Santa Anna)
- Chris Browning (en) (Jim Bowie)
- Jeff Kober (Davy Crockett)
- Sean Michael Kyer (John William Smith)

L'équipe doit se rendre le 19 février 1836 dans les alentours de San Antonio au Texas. C'est juste quatre jours avant le Siège de Fort Alamo. Entre 189 et 270 personnes vont se faire massacrer par les troupes mexicaines du général Antonio López de Santa Anna qui voulait mettre un terme aux rébellions des colons américains dans le Texas mexicain mais c'est cet évènement qui va enclencher la révolution texane. 

### Épisode 6:Les Secrets duWatergate
- États-Unis /  Canada : 14 novembre 2016 sur NBC / Global
- Suisse : 3 septembre 2017 sur RTS Un
- France : 29 janvier 2019 sur Série Club, 3 août 2019 sur TF1

- États-Unis : 4,53 millions de téléspectateurs[25] (première diffusion)
- Canada : 1,208 million de téléspectateurs[26] (première diffusion + différé 7 jours)

- Sheldon Landry (Richard Nixon)
- Tiffany Mack (Doc)
- Mustafa S. Shakir (Gregory Hayes)
- Tom Amandes (Mark Felt)

Tout le monde sait maintenant que Flynn veut détruire une organisation du nom de Rittenhouse, qu'il juge responsable du meurtre de son épouse et de sa fille. Il remonte donc le temps pour essayer de la détruire sans prendre en compte l'Histoire du Monde. 

### Épisode 7:Le Protocole
- États-Unis /  Canada : 21 novembre 2016 sur NBC / Global
- Suisse : 10 septembre 2017 sur RTS Un
- France : 5 février 2019 sur Série Club, 3 août 2019 sur TF1

- États-Unis : 4,71 millions de téléspectateurs[27] (première diffusion)
- Canada : 1,104 million de téléspectateurs[28] (première diffusion + différé 7 jours)

- Karina Lombard (Nonhelema)
- Salvator Xuereb (Louis Coulon de Villiers)

Lucy, Wyatt et Rufus sont tombés dans un piège tendu par Flynn. Ils se retrouvent piégés en Pennsylvanie en 1754 pendant la guerre de la Conquête qui opposait principalement le royaume de France et sa colonie la Nouvelle-France au royaume de Grande-Bretagne et sa colonie l'Amérique du Nord britannique. 

### Épisode 8:La Course à l'Espace
- États-Unis /  Canada : 28 novembre 2016 sur NBC / Global
- Suisse : 10 septembre 2017 sur RTS Un
- France : 5 février 2019 sur Série Club, 3 août 2019 sur TF1

- États-Unis : 4,78 millions de téléspectateurs[29] (première diffusion)
- Canada : 1,135 million de téléspectateurs[30] (première diffusion + différé 7 jours)

- Nadine Ellis (Katherine Johnson)
- Caitlin Carver (Maria Thompkins)
- Gary Jones (Vincent Sullivan)

Lucy, Wyatt et Rufus se rendent à Houston au Texas le 20 juillet 1969 lors de la mission spatiale Apollo 11. Ils pensent que Flynn va essayer de saboter la mission donc ils infiltrent la NASA mais ils arrivent trop tard. Flynn avec l'aide d'Anthony a mis un virus du XXIe siècle dans leurs ordinateurs. Le résultat est que Neil Armstrong, Buzz Aldrin et Michael Collins sont bloqués dans le module et n'ont que quelques heures avant de manquer d'air.

### Épisode 9:La Dernière Cavale deBonnie and Clyde
- États-Unis : 5 décembre 2016 sur NBC
- Canada : 6 décembre 2016 sur Global
- Suisse : 17 septembre 2017 sur RTS Un
- France : 12 février 2019 sur Série Club, 4 août 2019 sur TF1

- États-Unis : 5,08 millions de téléspectateurs[31] (première diffusion)

- Sam Strike (Clyde Barrow)
- Jacqueline Byers (Bonnie Parker)
- Chris Mulkey (Frank Hamer)
- Billy Wickman (Henry Methvin)

Lucy, Wyatt et Rufus se trouvent dans une petite ville de l'Arkansas en 1934, un peu perdus : ils se savent pas pourquoi Flynn est venu ici car aucun grand évènement historique n'a eu lieu. Lucy et Wyatt se rendent dans une banque et à ce moment, elle se fait braquer par Bonnie et Clyde. Quand les deux braqueurs s'apprêtent à sortir, ils sont encerclés par la police. Quand Wyatt et Lucy voient que Flynn est avec les policiers, ils décident d'aider le couple de braqueurs à fuir.

### Épisode 10:En toute indépendance
- États-Unis /  Canada : 12 décembre 2016 sur NBC / Global
- Suisse : 17 septembre 2017 sur RTS Un
- France : 12 février 2019 sur Série Club, 4 août 2019 sur TF1

- États-Unis : 4,81 millions de téléspectateurs[32] (première diffusion)
- Canada : 1,09 million de téléspectateurs[33] (première diffusion + différé 7 jours)

- Curtis Caravaggio (Benedict Arnold)
- Armin Shimerman (David Rittenhouse)
- Jake Brennan (John Rittenhouse)
- Damian O'Hare (George Washington)

Lucy, Wyatt et Rufus arrivent à West Point dans l'État de New York en 1780, en plein milieu de la guerre d'indépendance américaine contre les Anglais. D'après Lucy, ils sont exactement au jour où Benedict Arnold va trahir George Washington et rejoindre les Anglais. 

### Épisode 11:Le Manoir de l'horreur
- États-Unis /  Canada : 16 janvier 2017 sur NBC / Global
- Suisse : 24 septembre 2017 sur RTS Un
- France : 19 février 2019 sur Série Club

- États-Unis : 3,45 millions de téléspectateurs[34] (première diffusion)
- Canada : 1,049 million de téléspectateurs[35] (première diffusion + différé 7 jours)

- Joel Johnstone (H. H. Holmes)
- Michael Drayer (Harry Houdini)
- Katherine Cunningham (Sophia Hayden)

En 1780, Flynn a tué David Rittenhouse, le fondateur de l'organisation qui a tué sa famille mais celle-ci existe toujours. Il le reproche à Lucy car elle l'a empêché de tuer le fils de David. Flynn a donc kidnappé Lucy. Il a alors comme projet de tuer tous les membres de l'organisation à travers l'histoire. 

### Épisode 12:L'Assassinat de Jesse James
- États-Unis /  Canada : 23 janvier 2017 sur NBC / Global
- Suisse : 24 septembre 2017 sur RTS Un
- France : 19 février 2019 sur Série Club

- États-Unis : 3,46 millions de téléspectateurs[36] (première diffusion)
- Canada : 1,135 million de téléspectateurs[37] (première diffusion + différé 7 jours)

- Daniel Lissing (Jesse James)
- Colman Domingo (Bass Reeves)
- Zahn McClarnon (Grant Johnson)

### Épisode 13:La Loi du destin
- États-Unis /  Canada : 30 janvier 2017 sur NBC / Global
- Suisse : 1er octobre 2017 sur RTS Un
- France : 26 février 2019 sur Série Club

- États-Unis : 3,51 millions de téléspectateurs[38] (première diffusion)

- Amanda Brooks (Claire Gilliam)
- Drew Roy (Joel Bender)
- Lucie Guest (Becky)

Grâce à Flynn, Wyatt connait désormais le nom de l'assassin de sa femme, Jessica. Il s'agit de Wes Gilliam, un tueur en série qui a déjà tué trois femmes. Il décide donc de la sauver en empêchant la venue au monde de son meurtrier. Avec l'aide de Rufus, il vole la capsule et remonte de temps jusqu'à Toledo dans l'Ohio en 1983. Ce jour-là, Claire Gilliam, une hôtesse de l'air de Cleveland va dans un bar avec une amie, elle rencontre un barman du nom de Joel Bender, ils couchent ensemble une fois et ne se reverront plus jamais. La mission semble facile mais les choses ne se passent pas exactement comme prévu.

### Épisode 14:De folles années
- États-Unis /  Canada : 6 février 2017 sur NBC / Global
- Suisse : 1er octobre 2017 sur RTS Un
- France : 26 février 2019 sur Série Club

- États-Unis : 2,92 millions de téléspectateurs[39] (première diffusion)
- Canada : 1,035 million de téléspectateurs[40] (première diffusion + différé 7 jours)

- Brandon Barash (Ernest Hemingway)
- Jesse Luken (Charles Lindbergh)
- Tiffany Daniels (Joséphine Baker)
- Victor Zinck Jr. (Dave Baumgardner)

L'équipe comprend maintenant pourquoi Flynn est retourné au XIXe siècle, il voulait retrouver Emma Whitmore, une des scientifiques qui a fabriqué la capsule et l'une des premières personnes à l'avoir utilisée. Mais tout le monde la croyait morte depuis 10 ans alors qu'en réalité elle se cachait. Parallèlement, Wyatt est arrêté pour avoir volé la capsule, de plus son geste n'a personnellement servi à rien car même si Wes n'est jamais venu au monde, Jessica reste toujours morte (cela a néanmoins permis de sauver 2 autres personnes).

### Épisode 15:Ennemi publicno1
- États-Unis /  Canada : 13 février 2017 sur NBC / Global
- Suisse : 8 octobre 2017 sur RTS Un
- France : 5 mars 2019 sur Série Club

- États-Unis : 2,99 millions de téléspectateurs[41] (première diffusion)
- Canada : 1,12 million de téléspectateurs[42] (première diffusion + différé 7 jours)

- Misha Collins (Eliot Ness)
- Cameron Gharaee (Al Capone)
- Richard Portnow (William Hale Thompson)

Quand Lucy et Rufus reviennent à la base, ils découvrent que l'agent Denise Christopher a été démise de ses fonctions et qu'elle a été remplacée par l'agent Jake Neville. Lucy, Rufus, Wyatt et Denise comprennent rapidement que Jake est membre de Rittenhouse et que cette organisation a pris le contrôle de Mason Industry. Jake ordonne à Lucy et Rufus d'aller à Houston en 1962 avec un de ses agents afin de tuer Maria Thompkins, la mère de Flynn avant qu'elle ne l'ait mis au monde. Alors qu'ils sont dans la capsule, Lucy et Rufus neutralisent l'agent et détournent la capsule vers des entrepôts pendant que Jiya brouille le signal pour qu'on ne les localise pas. Là-bas, Ils sont rejoints par Wyatt et Denise.

### Épisode 16:La Chasse aux sorcières
- États-Unis /  Canada : 20 février 2017 sur NBC / Global
- Suisse : 8 octobre 2017 sur RTS Un
- France : 5 mars 2019 sur Série Club

- États-Unis : 3,37 millions de téléspectateurs[43] (première diffusion)

- Spencer Garrett (Joseph McCarthy)
- Johnathan Tchaikovsky (Ethan Cahill, 1954)
- Bruce Gray (Ethan Cahill, 2017)

Au moment où ils quittaient Chicago, Lucy, Rufus et Wyatt ont essuyé des coups de feu avec les hommes de mains d'Al Capone et Rufus a été touché. Ils ont par chance le temps de revenir à leur époque. Rufus est blessé mais ils ne peuvent pas aller à l'hôpital ; alors Lucy décide d'appeler Noah. Après avoir soigné Rufus, il demande à Lucy des explications ; celle-ci répond qu'elle ne peut pas en parler et ils finissent par rompre. Une fois Noah parti, des hommes de Neville arrivent à la planque. Lucy, Wyatt, Rufus et Jiya décident de s'enfuir dans la capsule mais Denise se laisse capturer. 